# آيرين خان
آيرين زبيدة خان (بالإنجليزية: Irene Khan)‏ ، ولدت في 24 ديسمبر 1956 في دكا، بنغلاديش، ناشطة في حقوق الإنسان، وحتى أواخر سنة 2009 شغلت منصب الأمين العام السابع لمنظمة العفو الدولية.

## السنوات الأولى
نشأت خان في أسرة غنية نسبيا في بنغلاديش. خلال نشأتها، كانت ولاية البنغال الشرقية تقاتل من أجل الاستقلال عن باكستان. انتهاكات حقوق الإنسان التي وقعت خلال حرب تحرير بنغلاديش والتي حققت بنغلاديش الاستقلال فيها، ساعدت في تشكيل وجهات نظر الناشطة للمراهقة خان [[.]] غادرت بنغلاديش كمراهقة لمدرسة في أيرلندا الشمالية.  ثم ذهبت ايرين إلى انكلترا ودرست القانون في جامعة فيكتوريا في مانشستر، وبعد ذلك، في الولايات المتحدة، في كلية الحقوق بجامعة هارفارد. تخصصت في القانون الدولي العام وحقوق الإنسان، وتخرجت في عام 1978.

## السيرة المهنية في حقوق الإنسان
ساعدت خان على إنشاء منظمة القلق العالمي في عام 1977، وهي مؤسسة للتنمية الدولية والإغاثة في حالات الطوارئ وتعمل في شراكة مع الأطفال في تبادل إطلاق النار. بدأت حياتها المهنية كناشطة لحقوق الإنسان مع لجنة الحقوقيين الدولية في عام 1979.
ذهبت خان للعمل في الأمم المتحدة في عام 1980. امضت 20 عاما في مؤتمر الأمم المتحدة السامي لشؤون اللاجئين (UNHCR). في عام 1995 عينت كرئيسة لبعثة UNHCR في الهند، لتصبح بذلك أصغر ممثلة لبلد للUNHCR في ذلك الوقت.
خلال أزمة كوسوفو في عام 1999، قادت خان فريق الUNHCR في جمهورية مقدونيا اليوغوسلافية السابقة. هذا أدى إلى تعيينها نائبة لمدير الحماية الدولية في وقت لاحق من ذلك العام.

## السيرة المهنية في منظمة العفو الدولية

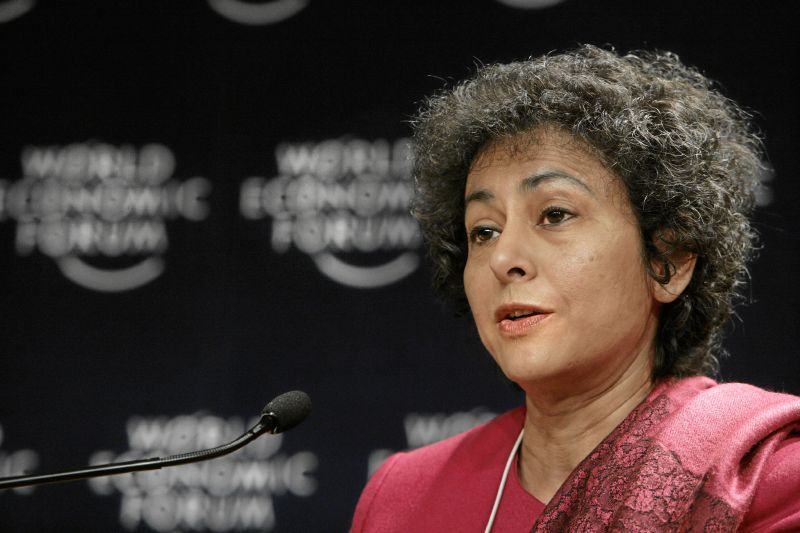
خان في المنتدى الاقتصادي العالمي عام 2007.

انضمت خان لمنظمة العفو الدولية في عام 2001 كأمينة عامة. وهي أول امرأة وأول آسيوية، وأول بنغلاديشية وأول مسلمة تشغل منصب الأمين العام لمنظمة العفو الدولية. في سنتها الأولى من الولاية، أعادت تشكيل الاستجابة منظمة العفو الدولية لحالات الأزمات وبدأت حملة عالمية لمكافحة العنف ضد المرأة.

## المنشورات
الحقائق التي لم تسمع : الفقر وحقوق الإنسان

غلاف ورقي : 272 صفحة

الناشر : نورتون وشركاه)في 2 أكتوبر 2009

## غيرها من المبادرات الإنسانية
في عام 2009 انضمت إلى مشروع "جنود السلام"، وهو فيلم ضد كل الحروب ومن اجل السلام العالمي.

## الجوائز
حصلت خان على زمالة من مؤسسة فورد وجائزة شركة بلكنغتن "امرأة العام" 2002 ، وكذلك جائزة سيدني للسلام عام 2006. في عام 2007 حصلت على الدكتوراه الفخرية المؤسسية في جامعة غنت.  كانت واحدة من الاثنين الذين طرح اسمهما لانتخاب مستشار جديد من جامعة مانشستر  في يوليو 2009 عينت وزيرة لجامعة سالفورد 

## الروابط الخارجية
- آيرين خان على موقع مونزينجر (الألمانية)
- آيرين خان على موقع ميوزك برينز (الإنجليزية)
- كلية الحقوق بجامعة هارفارد -- ممارسي الضمير : ايرين خان
- الاستماع إلى ايرين خان في المنتدى من الخدمة العالمية لبي بي سي
- بول رودجرز، أيرين خان : فرقعت الحقوق، المستقلة، 11 أكتوبر 2009
- ايرين خان في الحقائق التي لم تسمع : الفقر وحقوق الإنسان—عن طريق الفيديو الديمقراطية الآن!